# Colonia el Refugio, Zacatecas
Colonia el Refugio är en ort i Mexiko.   Den ligger i kommunen Genaro Codina och delstaten Zacatecas, i den centrala delen av landet, 500 km nordväst om huvudstaden Mexico City. Colonia el Refugio ligger 2 342 meter över havet och antalet invånare är 228.
Terrängen runt Colonia el Refugio är platt åt sydost, men åt nordväst är den kuperad. Runt Colonia el Refugio är det ganska tätbefolkat, med 134 invånare per kvadratkilometer. Närmaste större samhälle är Colonia San Isidro, 13,3 km sydost om Colonia el Refugio. Trakten runt Colonia el Refugio består i huvudsak av gräsmarker.